# A Touch of Beijing
A Touch of Beijing es una película de historia y aventura de 2008, dirigida por Richard Adamson, que también estuvo a cargo del guion, musicalizada por Alan Ett, en la fotografía estuvo Jeff DeVuono y los protagonistas son Jackie Chan, Scott Alexander y James Zimmerman, entre otros. El filme fue realizado por Olympic Pictures (II) y Visual Arts Entertainment, se estrenó en el 2008.

## Sinopsis
Se da a conocer de manera detallada a la urbe de Pekín, sede de los Juegos Olímpicos de Verano de 2008.